# Niklas Eriksson (marinarkeolog)

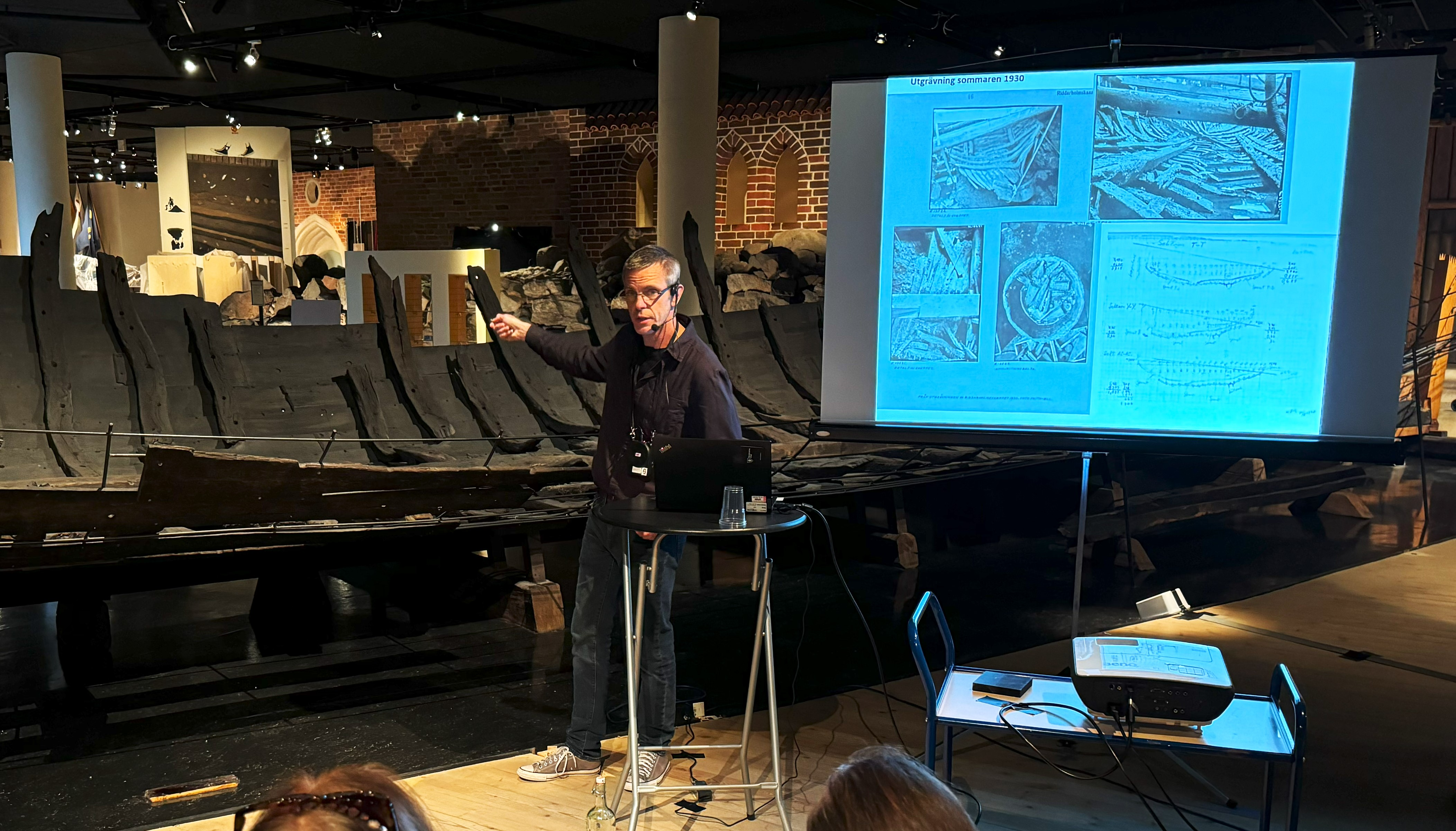
Niklas Eriksson håller föredrag om Riddarholmsskeppet på Medeltidsmuseet i Stockholm, 2024

Niklas Eriksson, född 1976, är en svensk marinarkeolog.
Niklas Eriksson disputerade 2014 på Södertörns högskola med en avhandling om utgrävda  nederländska flöjtskepp, segelfartyg som utvecklades i slutet av 1500-talet. Han är docent i arkeologi vid institutionen för arkeologi och antikens kultur vid Stockholms universitet och arbetar på Centrum för maritima studier (CEMAS) vid Stockholms universitet. 
Niklas Eriksson fick Vasamuseets vänners pris 2018 för boken Riksäpplet – Arkeologiska perspektiv på ett bortglömt regalskepp.